# Pfarrkirche Bregenz-Herz Jesu

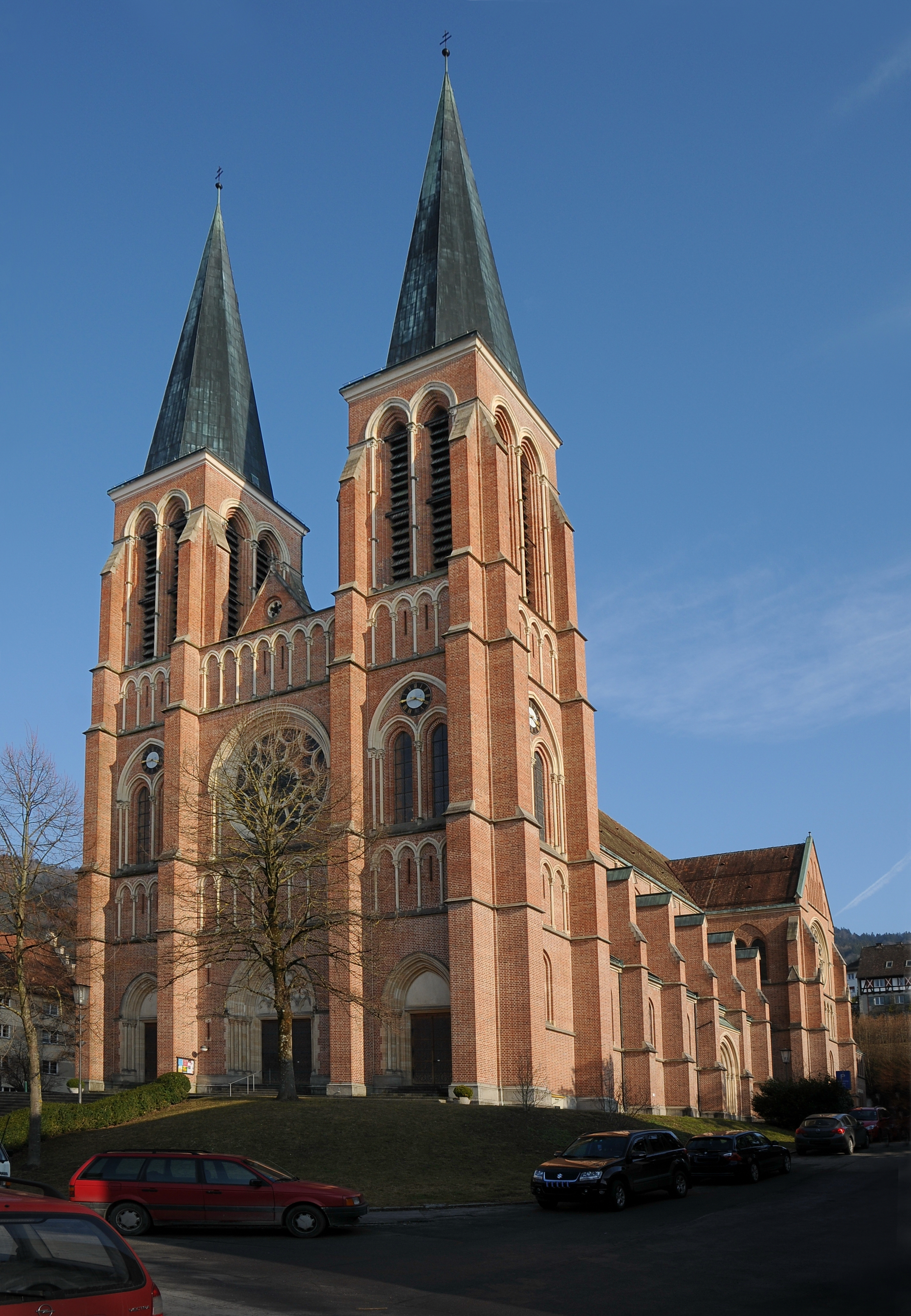
Kath. Pfarrkirche Bregenz-Herz Jesu, Doppelturmfassade

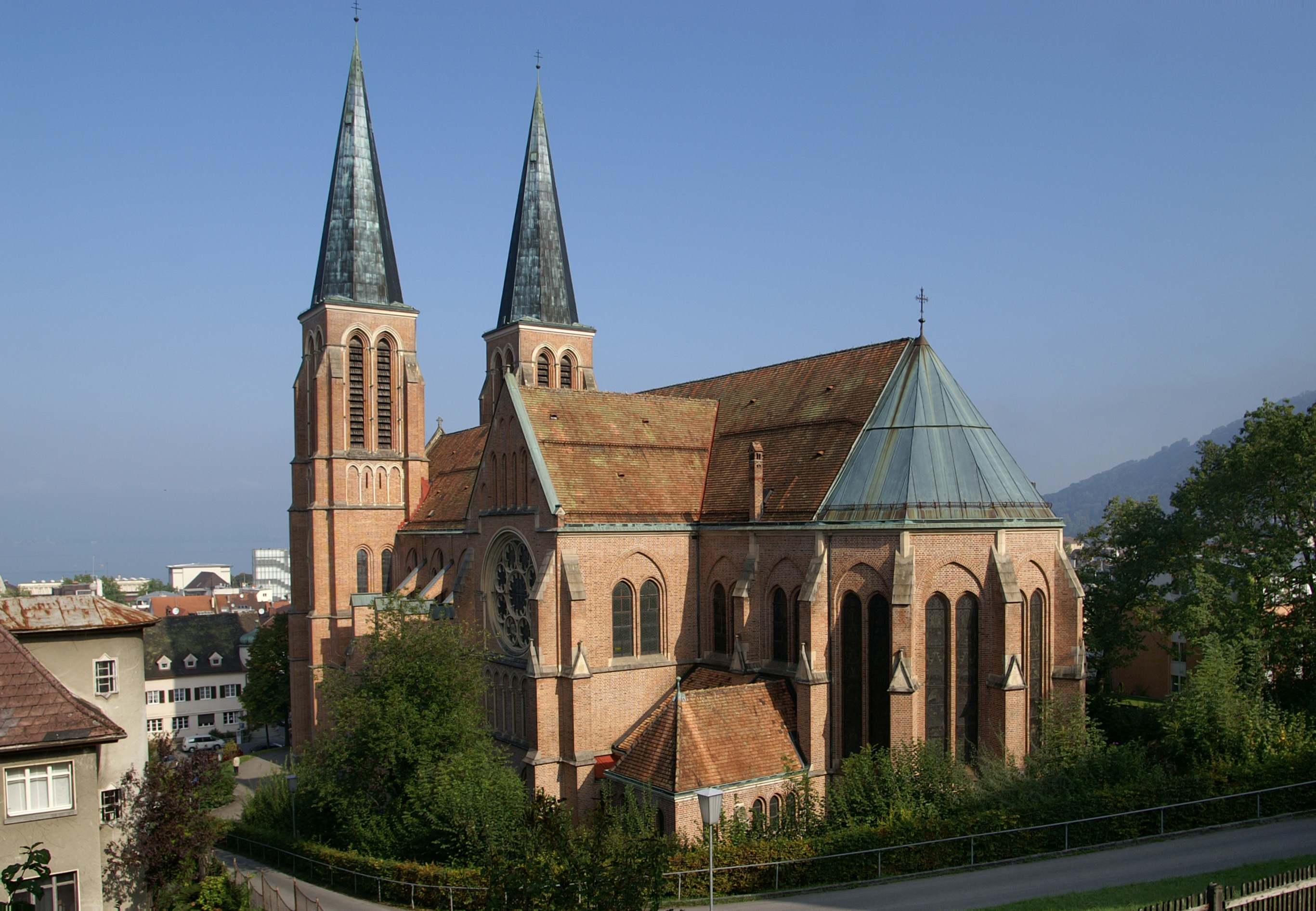
Chorseite mit Querschiff

Die römisch-katholische Pfarrkirche Bregenz-Herz Jesu steht auf einem kleinen Plateau (Höhe des Platzes vor dem Hauptportal 413 m ü. A. = etwa 17 m über dem mittleren Niveau des Bodenseespiegels) oberhalb der Stadtmitte am Kolpingplatz der Stadt Bregenz in Vorarlberg. Die Pfarrkirche Heiligstes Herz Jesu gehört zum Dekanat Bregenz der Diözese Feldkirch. Das Patrozinium der Kirche wird zum Herz-Jesu-Fest – am dritten Sonntag nach Pfingsten – gefeiert. Die Kirche steht unter Denkmalschutz.

## Geschichte

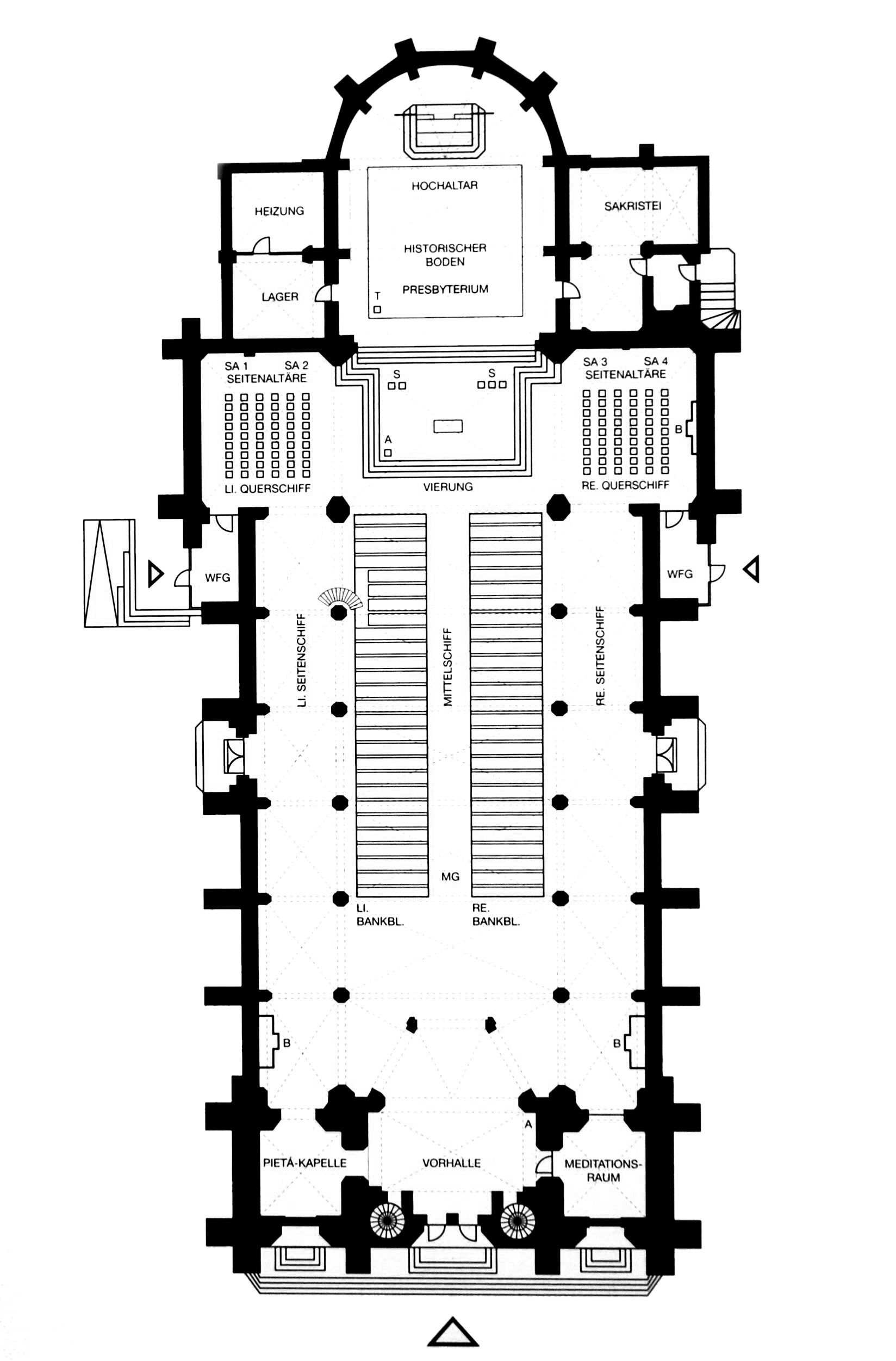
Grundriss

Am 16. Juni 1896, dem 100. Jahrestag der Tiroler Landesweihe dem Herzen Jesu – wurden alle Gemeinden des Landes Vorarlberg feierlich dem göttlichen Herzen Jesu geweiht. Zu diesem Jubiläum beschlossen die Bregenzer Bürger, einen Fonds zum Bau einer Herz-Jesu-Kirche einzurichten. Somit wurde am 13. Juli 1896 das Herz-Jesu-Kirchenbaufonds-Komitee mit Karl Bernhard Schwärzler (1844–1912) als Vorstand gegründet. Ein unbekannter Wohltäter machte im Jahre 1900 den Bau dieser Kirche möglich, da mit seiner Spende von 28.000 Kronen der Bauplatz gekauft werden konnte. Im Jahre 1901 folgte die Gründung des Herz-Jesu-Kirchenbau-Vereins in Bregenz mit Karl Bernhard Schwärzler als Obmann. Der Kirchenbau und die Innenausstattung wurden fast zur Gänze aus Spenden Bregenzer Bürger finanziert. Im Jahre 1902 legte der Stuttgarter Architekt Joseph Cades (1855–1943) die Bauplanentwürfe vor. Am 1. Mai 1905 wurden die Kirchenbauarbeiten begonnen, und in knapp einem Jahr waren die Fundamentierungsarbeiten abgeschlossen, so dass anschließend gleich mit dem Hochbau begonnen werden konnte. Der Grundstein am linken Pfeiler des Querschiffs zum Altarhaus wurde am 24. Mai 1906 vom Abt Eugen Notz (1857–1917), 6. Abt der gefreiten Abtei Wettingen-Mehrerau (Zisterzienserkloster), geweiht. Am 21. Oktober 1906 wurde das Richtfest gefeiert. Die Benediktion wurde am 21. November 1908 durch den Bregenzer Stadtpfarrer und Dekan Georg Prutscher (1835–1916) vorgenommen; die Konsekration erfolgte 1912.
Im Jahre 1940 wurde das Pfarrvikariat Herz-Jesu errichtet und 1958, zum 50. Jahrestag der Kirche, erfolgte nach einer umfassenden Renovierung die Erhebung der Kirche zur selbstständigen Pfarrei.
Am 11. Oktober 1958 erfolgte eine weitere Konsekration der Kirche durch Generalvikar und Weihbischof Bruno Wechner (1908–1999), erster Bischof der Diözese Feldkirch. Am 13. Oktober wurden die Glocken mit dem Salve-Regina-Glockenspiel geweiht.
Im Jahre 1969 wurde der Kirchenvorplatz mitsamt den Treppen renoviert. 1994 wurde die Orgelrestaurierung abgeschlossen. Außerdem erhielt die Kirche Anfang der 1990er Jahre eine Bodenheizung.
Im Jahre 2008 wurde das 100-jährige Bestehen der Kirche, bzw. der 50. Jahrestag als Pfarrkirche, gefeiert, am 23. November 2008 wurde dazu der 100-Jahr-Jubiläums-Festgottesdienst abgehalten.

## Architektur
Auf einem kreuzförmigen Grundriss wurde eine dreischiffige Basilika mit zwei 62 m hohen Türmen im neugotischen Stil aus Backstein errichtet. Die nach Nordwesten zeigende Doppelturmfassade erinnert an die normannische Baukunst. Das wichtigste Erkennungsmerkmal der Basilika ist der Obergaden, der fast doppelt so hoch wie die Seitenschiffe ist. Mit dreiteiligen Fenstern durch die Obergaden wird die Kirche beiderseits vom Mittelschiff belichtet. Sie hat einen kathedralartigen Nachhall von etwa 8 Sekunden.

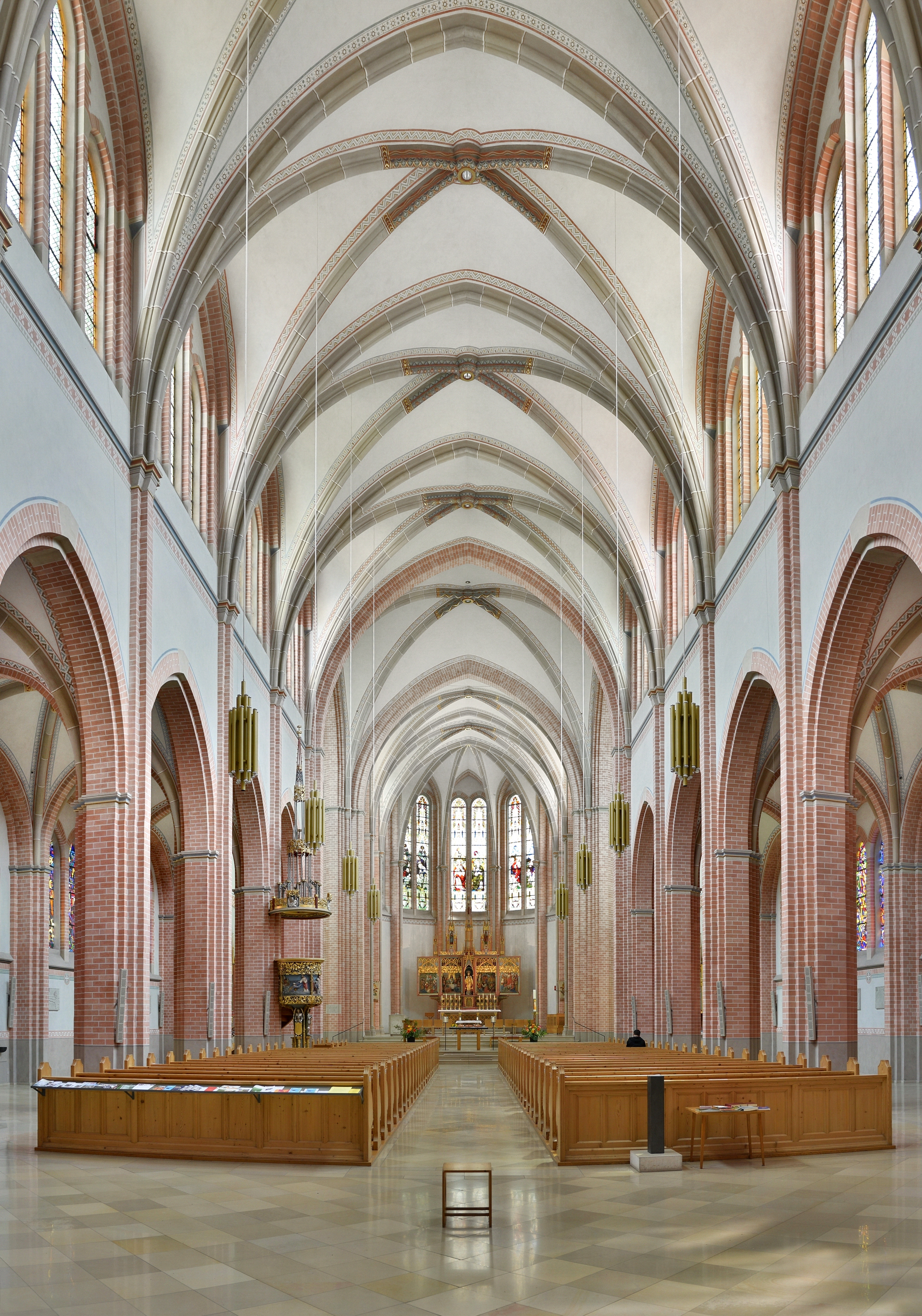
Mittelschiff Hochaltar
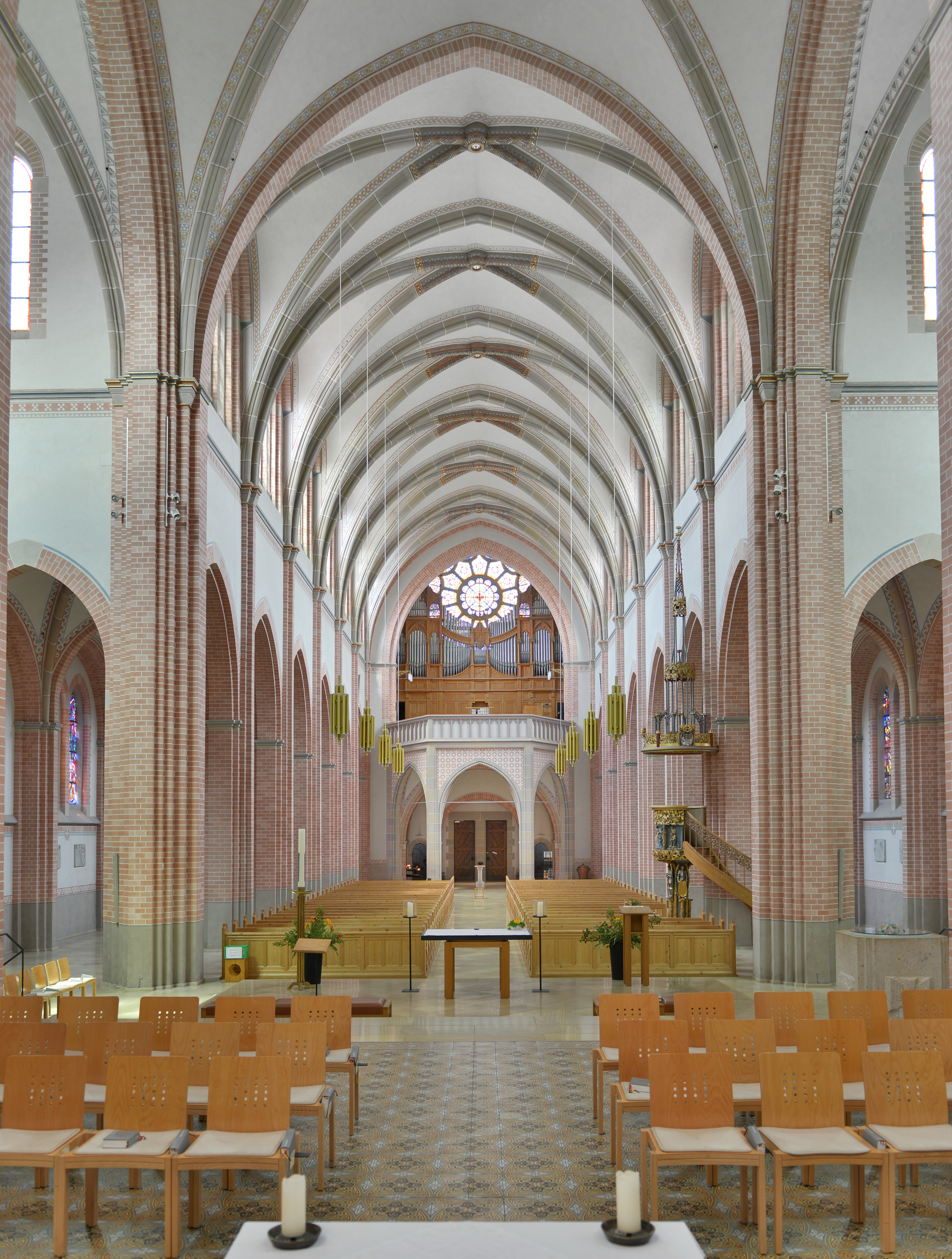
Mittelschiff Empore
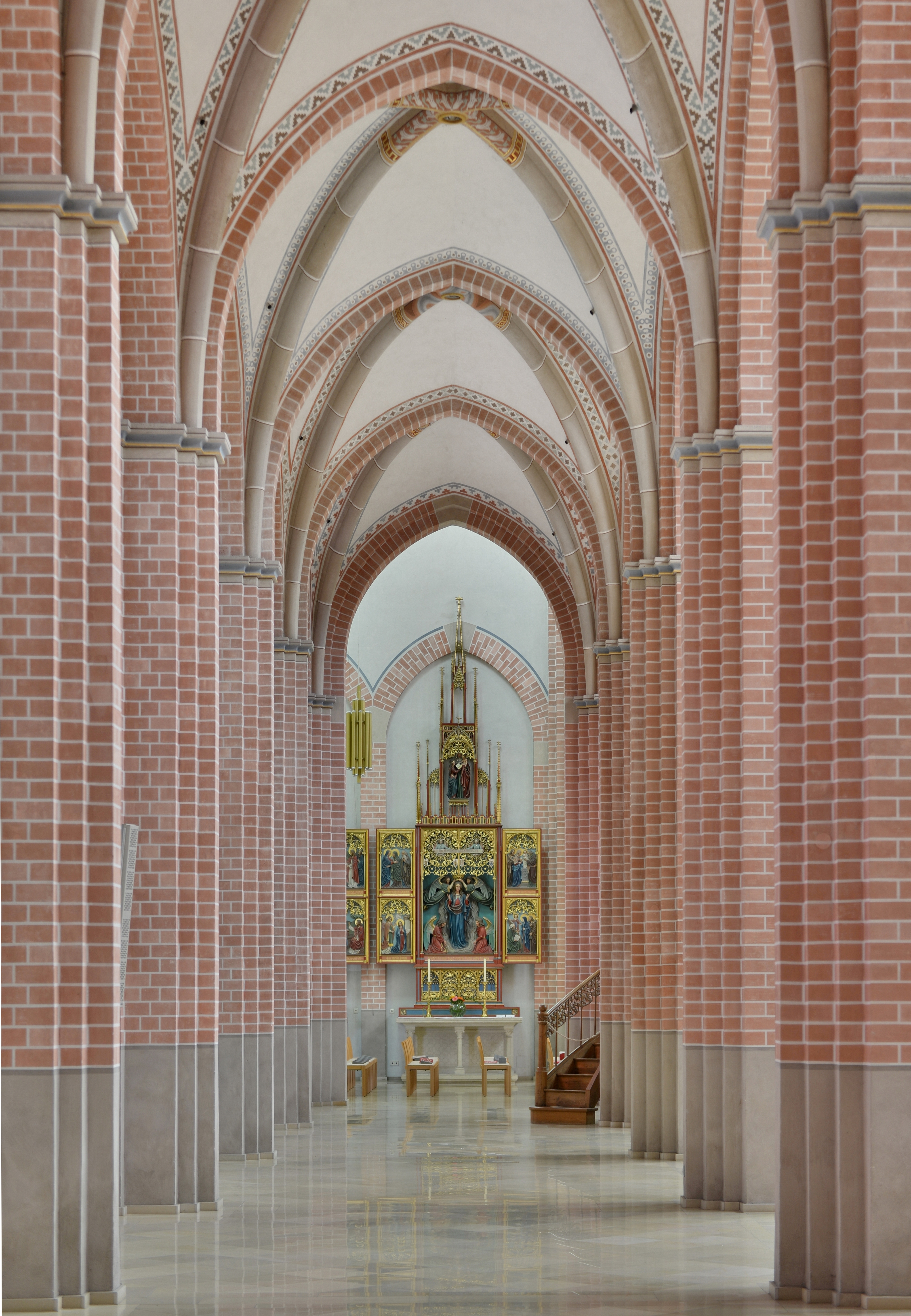
Seitenschiff links
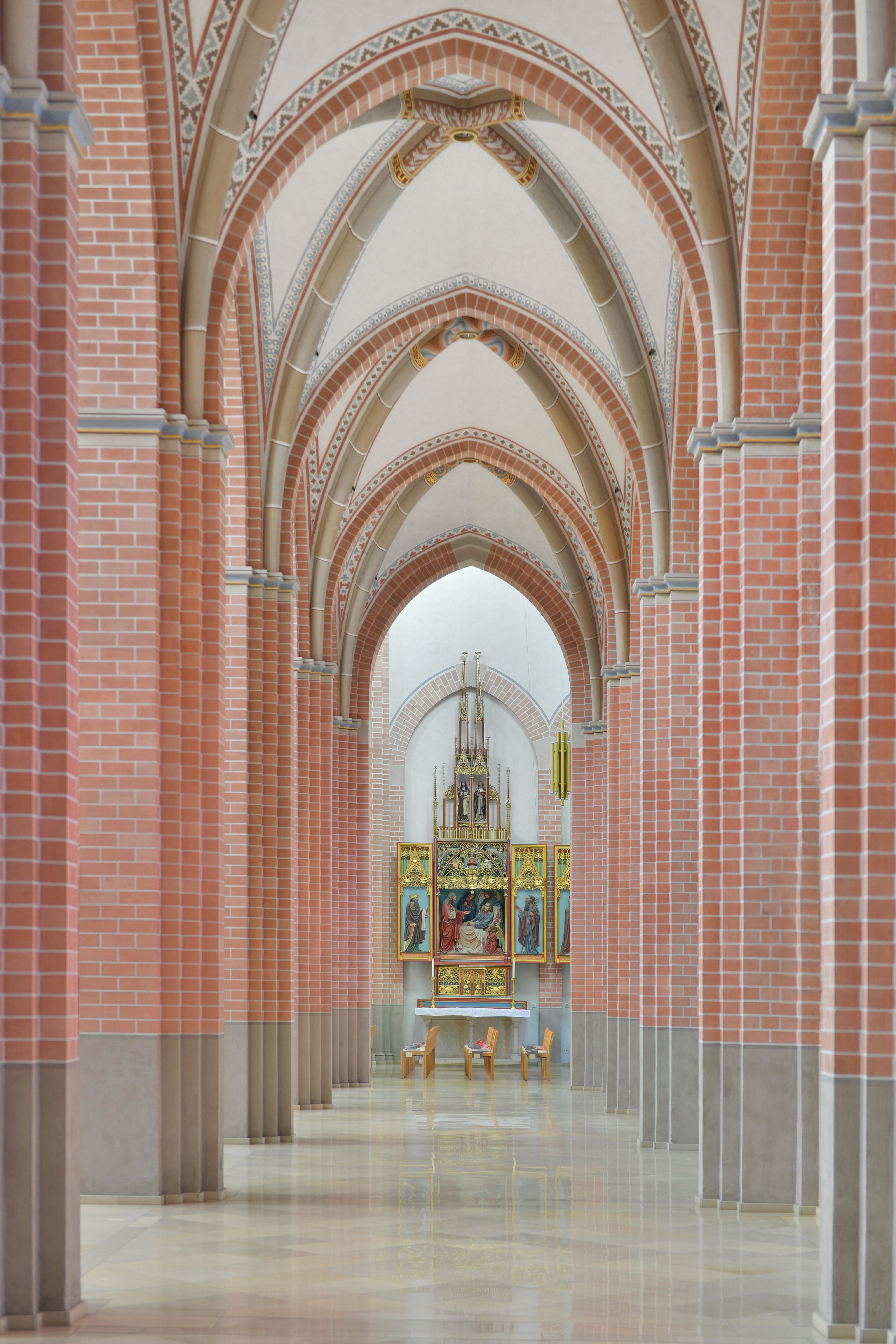
Seitenschiff rechts
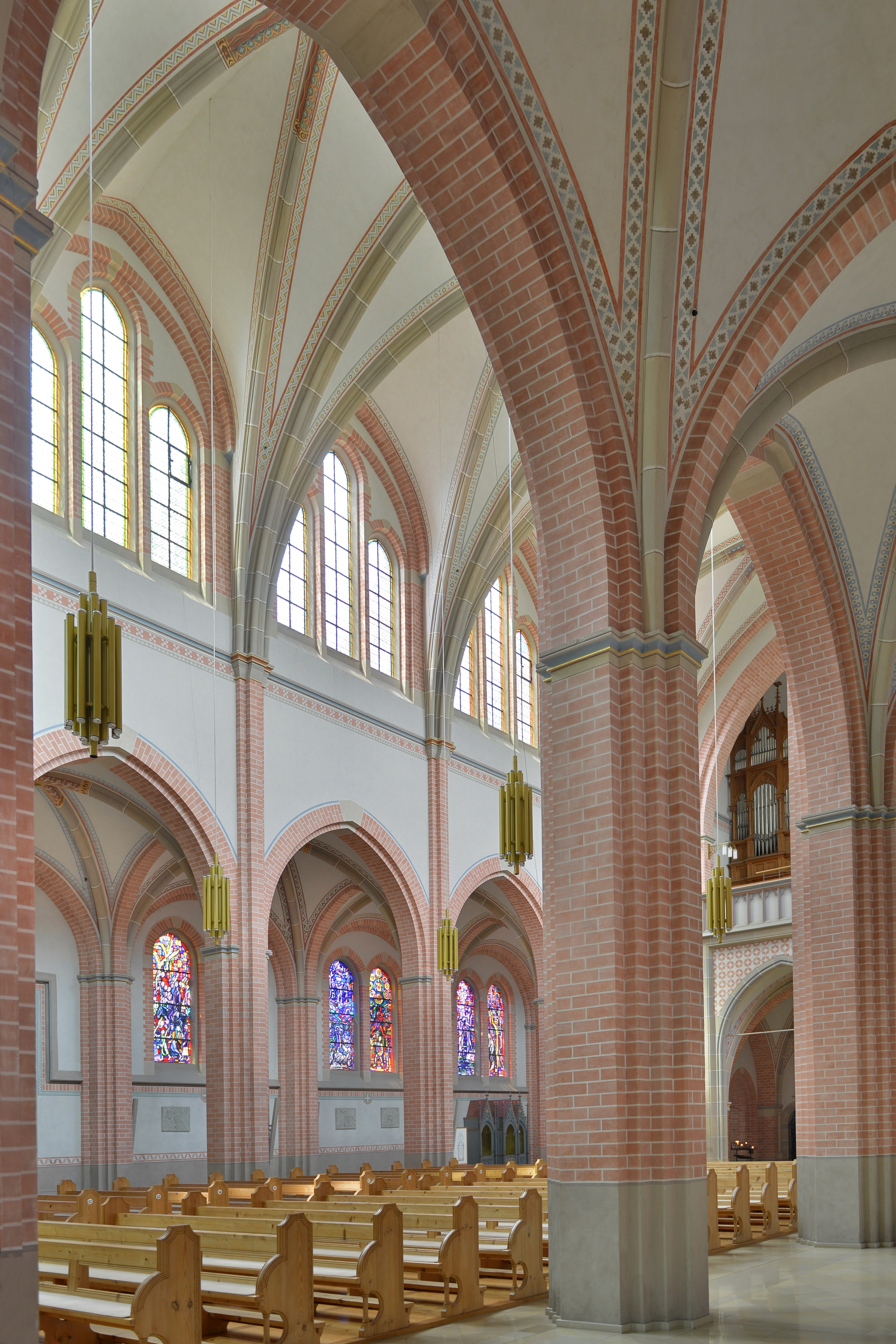
Innenraum

## Ausstattung
Zu Beginn des Ersten Weltkriegs wurden die ebenfalls im neugotischen Stil gebauten Altäre fertiggestellt. Am Hochaltar zeigen verschiedene Plastiken und Reliefs unter anderem Christi Geburt, das Abendmahl, Christus als Opferpriester, das Opferlamm, Christus am Ölberg und Christi Himmelfahrt. Mit den vier Flügelaltären werden der Gute Hirte und die heiligen Maria, Josef und Aloisius verehrt.
In den Jahren 1939 bis 1941 wurde die Kanzel errichtet. Der Taufstein im linken Querschiff wurde aus Treuchtlinger Marmor in moderner Baukunst gefertigt. Auch die Kreuzwegstationen, beginnend im Seitenschiff rechts vorn mit dem Judaskuss und gegenüber endend mit dem Engel, der die Auferstehung verkündet, sind moderner Baukunst. In der Vorhalle der Basilika steht eine vom Bregenzer Bildhauer Emil Gehrer (1913/14?–1992) in Steinguss gehauene Statue des heiligen Antonius von Padua mit Jesuskind.

### Orgel

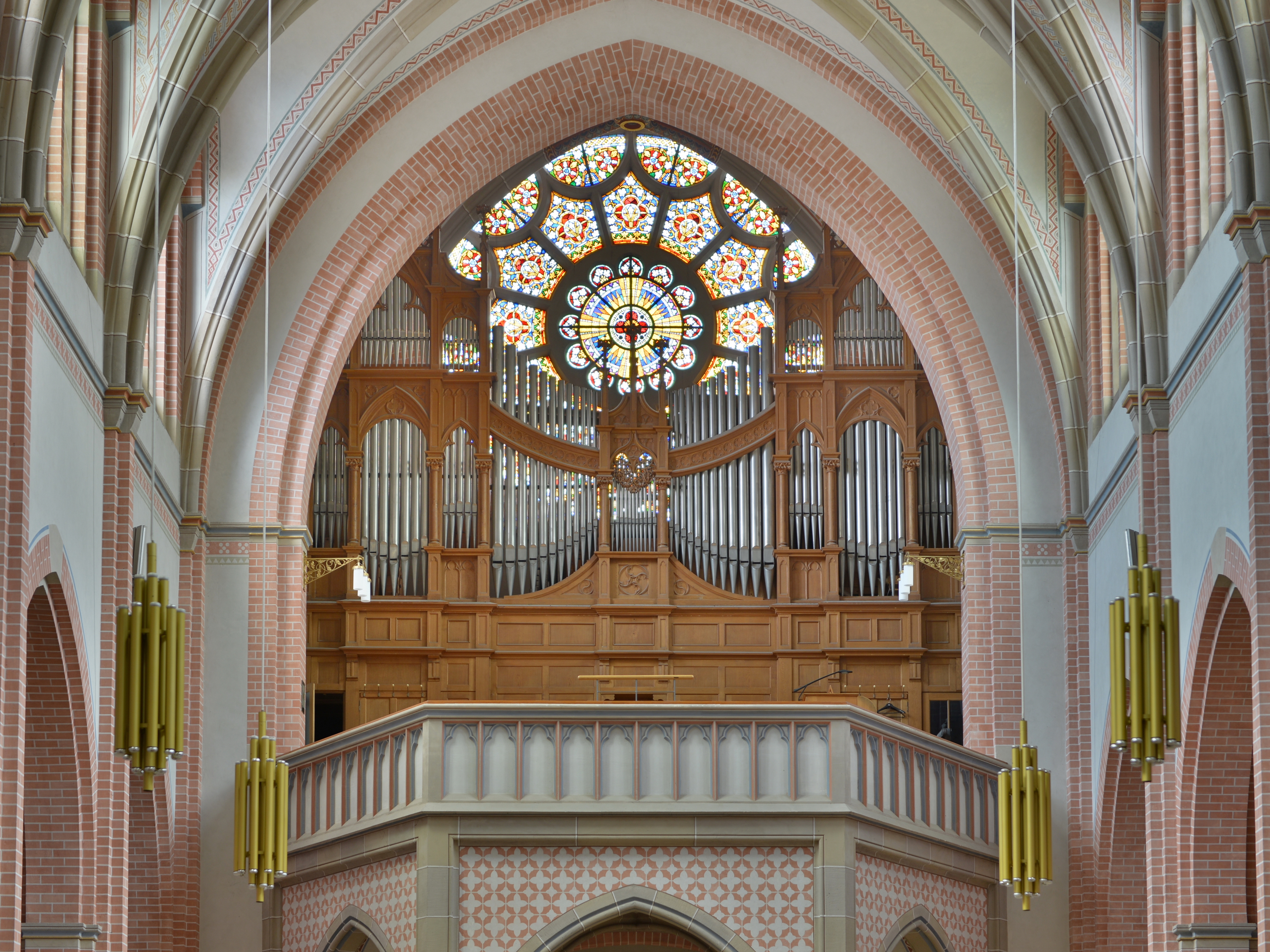
Prospekt der Behmann-Orgel

Die Orgel wurde 1928 bis 1931 vom Schwarzacher Orgelbauer Josef Behmann (Sohn von Anton Behmann) erbaut. Als op. 148 von insgesamt 151 Orgelneubauten ist es eines seiner Spätwerke. 1953 wurde es überholt und 1992–1994 von Orgelbau Kuhn (Männedorf/CH) restauriert. Das Kegelladen-Instrument hat heute 53 Register sowie sechs Auszüge, eine Transmission und einen Gruppenzug auf drei Manualen und Pedal. Es steht unter Denkmalschutz und ist als „Hochrangiges Klangdenkmal“ sowie als „Vorarlberger Kulturgut ersten Ranges“ eingestuft. Die Orgel wurde 2020 von Rieger Orgelbau gründlich instand gesetzt sowie um eine Setzeranlage ergänzt.
Das Pfeifenwerk ist aufgrund der Superoktavkoppeln in allen Manualwerken bis zum a4 ausgebaut, weshalb sich eine hohe Zahl von insgesamt 4.650 Pfeifen ergibt. Die Spieltrakturen sind elektropneumatisch, die Registertrakturen sind pneumatisch. Der Spieltisch steht frei auf der Nordseite der Empore, mit Blickrichtung des Organisten nach Süden. Damit eine Orgelbegleitung auch bei einem Stromausfall möglich ist, installierte Behmann die „pneumatische Reserve-Klaviatur“ in der Nähe des großen Spieltischs im Unterbau der Orgel. Diese ist ein zusätzliches Manual, mit dem nur das Hauptwerk anspielbar ist. Die Windversorgung geschieht in dem Fall durch einen Kalkanten.
| I Hauptwerk C–a3 |                  |        |
| 1.               | Prinzipal major  | 16′    |
| 2.               | Flauto amabile   | 16′    |
| 3.               | Prinzipal primo  | 8′     |
| 4.               | Grossgedeckt     | 8′     |
| 5.               | Viola di Gamba   | 8′     |
| 6.               | Flöte harmonique | 8′     |
| 7.               | Gemshorn         | 8′     |
| 8.               | Dolce            | 8′     |
| 9.               | Quinte           | 5 1⁄3′ |
| 10.              | Oktave           | 4′     |
| 11.              | Hohlflöte        | 4′     |
|                  | Quinte           | 2 ⁄3′  |
| 12.              | Superoktave      | 2′     |
|                  | Septime          | 1 ⁄7′  |
| 13.              | Kornett IV-V     | 8′     |
| 14.              | Prim-Mixtur VI   | 2 ⁄3′  |
| 15.              | Trompete         | 8′     |
| 16.              | Clairon          | 4′     |

| II Schwellpositiv C–a3 |                     |       |
| 17.                    | Bordun              | 16′   |
| 18.                    | Prinzipal secundo   | 8′    |
| 19.                    | Tibia               | 8′    |
| 20.                    | Viola baritona      | 8′    |
| 21.                    | Gedeckt             | 8′    |
| 22.                    | Quintatön           | 8′    |
| 23.                    | Salicional          | 8′    |
| 24.                    | Aeoline             | 8′    |
| 25.                    | Vox cölestis        | 8′    |
| 26.                    | Geigenprinzipal     | 4′    |
| 27.                    | Traversflöte        | 4′    |
| 28.                    | Viola d’amour       | 4′    |
|                        | Piccolo             | 2′    |
| 29.                    | Secund-Mixtur IV-V  | 2 ⁄3′ |
| 30.                    | Trompete harmonique | 8′    |
| 31.                    | Klarinette          | 8′    |

| III Schwellwerk C–a3 |                 |        |
| 32.                  | Quintatön       | 16′    |
| 33.                  | Geigenprinzipal | 8′     |
| 34.                  | Bordun          | 8′     |
| 35.                  | Viola alta      | 8′     |
| 36.                  | Konzertflöte    | 8′     |
| 37.                  | Unda maris      | 8′     |
| 38.                  | Dulciana        | 8′     |
| 39.                  | Fugara          | 4′     |
| 40.                  | Rohrflöte       | 4′     |
|                      | Flageolet       | 2′     |
|                      | Terzflöte       | 1 3⁄5′ |
| 41.                  | Kornett III-IV  | 4′     |
| 42.                  | Oboe            | 8′     |
| 43.                  | Vox humana      | 8′     |
|                      | Tremulant       |        |

| Pedalwerk C–f1 |               |         |
|                | Untersatz     | 32′     |
| 44.            | Prinzipalbass | 16′     |
| 45.            | Subbass       | 16′     |
| 46.            | Violonbass    | 16′     |
| 47.            | Harmonikabass | 16′     |
|                | Zartbass      | 16′     |
| 48.            | Quintbass     | 10 2⁄3′ |
| 49.            | Oktavbass     | 8′      |
| 50.            | Cello         | 8′      |
|                | Choralbass    | 4′      |
| 51.            | Mixturbass IV | 5 1⁄3′  |
| 52.            | Posaune       | 16′     |
| 53.            | Trompetenbass | 8′      |

- Koppeln

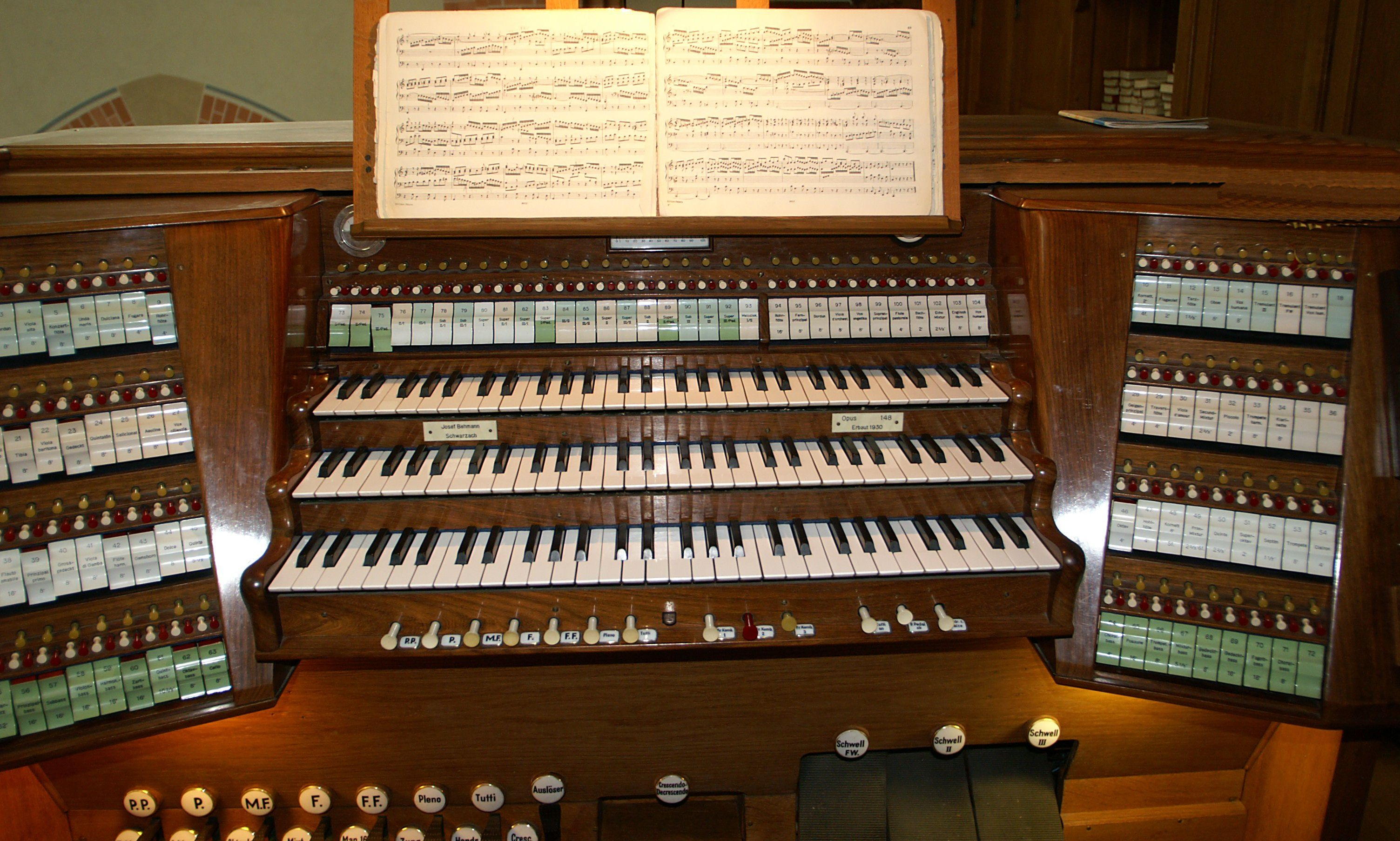
Spieltisch der Behmann-Orgel

  - Normalkoppeln:  II/I, III/I, III/II, I/P, II/P, III/P
  - Suboktavkoppeln:  II/I, III/I, II/II, III/II, III/III
  - Superoktavkoppeln:  I/I, II/I, III/I, II/II, III/II, I/P, II/P, III/P
  - Melodiekoppel:  I/II
- Spielhilfen:  Festkombinationen (pp, p, mf, f ff, pleno, tutti), Auslöser, drei freie Kombinationen, Generaltutti, Registercrescendo, diverse Absteller

Anmerkungen
1. 1 2  Aus Nr. 14
2. ↑  Aus Nr. 29
3. 1 2  Aus Nr. 41
4. ↑  2001 hinzugefügt.
5. ↑  Gruppenzug aus Nr. 44 und Nr. 48
6. ↑  = Nr. 17
7. ↑  Aus Nr. 51

Der langjährige Herz-Jesu-Organist Helmut Binder spielte die CD „Sigfrid Karg-Elert Symphonische Orgelmusik“ (Edition Lade / EL CD 018) an der Behmann-Orgel ein.

### Geläut
Mitten im Ersten Weltkrieg, 1916, mussten das Kupfer der Turmbedachung und die kleinere der beiden Glocken zur Materialbeschaffung abgeliefert werden. Mit der „Löfflerglocke“ und der „Heidenglocke“ als Spende der St. Gallus-Pfarrkirche in Bregenz konnte 1950 ein harmonisches Geläut, das Salve-Regina-Glockenspiel, hergestellt werden. Die Glocken wurden von der Glockengießerei Pfundner (Wien) gegossen. Da zwei weitere Glocken gesprungen waren, ersetzte man 1963 das gesamte Geläut durch fünf neue Glocken, von der Glockengießerei Oberascher (Salzburg); erhalten blieb die kleinste Glocke des Pfundner-Geläuts von 1950 (Glocke 6, „Sterbeglocke“).
Das Oberascher-Geläute (Gießer: Ing. Georg Sippel) stellt mit 5 Glocken und einem Gesamtgewicht von 10.865 kg das zweitgrößte nach 1945 in Österreich gegossene einheitliche Geläuteensemble dar (das größte befindet sich im Wiener Stephansdom). Es wird heute zu den bedeutendsten Geläuten Österreichs gezählt und gilt als klanglich besonders wertvoll. Die große „Herz-Jesu-Glocke“, die als klangliches Meisterwerk der Nachkriegszeit gewertet wird, weist ein Gewicht von 5.270 kg auf. Alle Glocken von 1963 wurden in „mittlerer Rippe“ gegossen. Das Geläut hat die Schlagtöne g0, h0, d1, e1, g1 und g2. Die Glockenweihe erfolgte am 13. Oktober 1963.